# Герб Куликівського району
Герб Куликі́вського райо́ну — офіційний символ Куликівського району Чернігівської області, затверджений 30 січня 2003 року шостою сесією Куликівської районної ради двадцять четвертого скликання. Герб є промовистим.
Автор кінцевого варіанту герба — А. Ґречило.

## Опис
Гербовий щит заокруглений. На зеленому полі зі срібною облямівкою (шириною 1/10 від ширини щита) золотий кулик, над ним зліва — золотий півмісяць, справа — золота восьмипроменева зірка, внизу — перехрещені золоті стріла та шабля, вістрями вниз.